# Alemannische Grammatik
Dieser Artikel beschreibt die alemannische Grammatik, insbesondere solche Merkmale, welche für die alemannischen Dialekte (einschließlich des Schweizerdeutschen) im Vergleich zum Standarddeutschen besonders charakteristisch sind.

## Nomen

### Grammatische Kategorien
Wie im Standarddeutschen unterscheiden die Deklination der alemannischen Nomina Genus, Numerus und Kasus.

#### Genus
Ebenso wie das Standarddeutsche unterscheiden die alemannischen Dialekte die drei Genera Maskulinum, Femininum und Neutrum.
In vielen alemannischen Dialekten haben sich die Genusunterscheidungen bei den Zahlwörtern zwei und drei erhalten. Zwei kennt übereinstimmend mit dem Mittelhochdeutschen meist drei Genera (beispielsweise in der Innerschweiz aber nur zwei Genera), drei ebenfalls wie im Mittelhochdeutschen zwei Genera. In den modernen Mundarten werden sie jedoch mehr und mehr zugunsten der neutralen Form aufgegeben.
|        | männlich   | weiblich             | sächlich            |
| ‹zwei› | zwee       | zwoo, regional: zwee | zwäi/zwöi/zwää/zwaa |
| ‹drei› | drei, drii | drei, drii           | drüü                |

#### Numerus
Ebenso wie das Standarddeutsche unterscheiden die alemannischen Dialekte die Numeri Singular und Plural in den Formen der Substantive, Adjektive, Artikel, Pronomina.
Zum Ausdruck des Plurals der Substantive wird der Umlaut öfter verwendet als im Standarddeutschen (beispielsweise Tökter ‹Doktoren› als Plural von Tokter). Überdies gibt es wegen der Apokope der Endung -e mehr Fälle, in denen der Plural alleine durch den Umlaut ausgedrückt wird (beispielsweise Böim ‹Bäume›, Sääl ‹Säle›).

#### Kasus
Die alemannischen Dialekte unterscheiden die Kasus Nominativ, Dativ und Akkusativ. Nominativ und Akkusativ unterscheiden sich nur bei den Personalpronomen, fallen hingegen bei Artikeln, Adjektiven und Substantiven in den meisten Dialekten zusammen, ein in Analogie zum norddeutschen «Akkudativ» bisweilen «Nomakkusativ» genanntes Phänomen.
Der Genitiv tritt hauptsächlich in attributiver Stellung und besitzanzeigender Funktion, ((der) Annas Hund ‹Annas Hund›, s Vatters Huus ‹Vaters Haus›) auf, ist in dieser Funktion allerdings weitgehend veraltet. Verbreitet ist der Genitiv in partitiver Funktion in idiomatischen Ausdrücken (Hesch der Zyt? ‹Hast Du [der] Zeit?›). Am lebendigsten ist der Genitiv heute noch in den alpinen Walliser- und Walserdialekten.
In einigen Dialekten werden Dativobjekte mit einer Partikel a oder i eingeleitet, die gleichlautend ist mit den Präpositionen an bzw. in, beispielsweise i gibe’s a/i mynere Frou ‹ich gebe es meiner Frau›. Ausgangspunkt war eine Uminterpretation des Artikels gemäß (d)em Vater → (d)im Vatter.
Wie in anderen deutschen Dialekten – aber nicht im Standarddeutschen – kann eine Konstruktion aus Dativ und Possessivpronomen für die Besitzanzeige verwendet werden, beispielsweise em Adrian sy Hund ‹dem Adrian sein Hund (Adrians Hund)›.

### Artikel
Wie im Standarddeutschen unterscheiden die alemannischen Dialekte einen bestimmten und einen unbestimmten Artikel. Die Artikel kongruieren in Genus, Numerus und Kasus mit ihrem Bezugswort. Im Plural entfällt der unbestimmte Artikel. Im Unterschied zum Standarddeutschen hat überdies der bestimmte Artikel singular feminin bzw. plural zwei verschiedene Formen, und zwar in Abhängigkeit davon, ob ein Adjektiv folgt oder nicht, beispielsweise d Frou ‹die Frau› – di schöni Frou ‹die schöne Frau›/di Schöni ‹die Schöne›.
Anders als im Standarddeutschen unterscheidet sich der unbestimmte Artikel vom Zahlwort für ‹eins›, beispielsweise e Maa ‹ein Mann› – ei Maa ‹EIN Mann›. Ebenfalls unterscheidet sich die Verwendung des bestimmten Artikels als reiner Artikel von der Verwendung als Demonstrativum, beispielsweise ds Chind ‹das Kind› – das Chind ‹DAS Kind (da)/dieses Kind› (vergleiche niederländisches het kind, Aussprache [ət kɪnt], bzw. dat kind).
Der Artikel wird in den meisten alemannischen Mundarten auch bei Eigennamen verwendet, ohne dass dies eine pejorative Bedeutung hätte, beispielsweise de(r) Thomas ‹[der] Thomas›. Ausgenommen hiervon sind Dialekte im mittleren und südlichen Kanton Bern, im Kanton Freiburg, im nordöstlichen Kanton Graubünden, in Teilen des Vorarlberger Rheintals und im Bregenzer Wald.
Im Alemannischen tragen Substantive so gut wie immer einen Artikel, also auch Markennamen (I gang zum Aldi ‹Ich gehe zu Aldi›) und Abstrakta, beispielsweise Mach e Liecht! (‹Mach ein Licht an› würde heißen Mach ei Liecht aa).
In einigen vorarlbergerischen Dialekten tragen sogar unzählbare Mengen einen Artikel. z. B. Hosch du e Gäld? (‹Hast du Geld?›)
Eine Ausnahme bilden die zahlreichen idiomatisierten Wendungen des Typus z Chile, z Määrt, z Henggert usw. (‹in die Kirche›, ‹auf den Markt›, ‹zum Abendsitz›, wörtlich „zu Kirche“, „zu Markt“, „zu Abendsitz“).
Formen des bestimmten Artikels (der Genitiv wird in vielen Dialekten nicht verwendet):
|                      | maskulin | feminin | neutrum | plural |
| Nominativ/Akkusativ* | də(r)    | d – di  | (d)s    | d – di |
| Dativ                | əm       | (d)ər   | əm      | də     |
| Genitiv              | (d)s     | (d)ər   | (d)s    | (d)ər  |

(*) Für die bestimmten Artikel im Sing. wie im Pl. wird in den meisten Mundarten nicht zwischen Nom. und Akk. unterschieden. Ausnahmen bilden einerseits einige alpine Dialekte und anderseits die Mittellanddialekte, wo Fälle wie ich gaan i/in Wald, a/an See ‹ich gehe in den Wald, an den See› ein i(n) (de)n bzw. a(n) de(n) fortsetzen. Gewisse andere Mundarten kennen wiederum einen Unterschied zwischen Nom. und Akk. im Fall des Demonstrativums, wo es mask. sing. der Maa ‹dieser Mann› und  mask. akk. denn Maa ‹diesen Mann› heißt. 
Formen des unbestimmten Artikels:
|                     | maskulin  | feminin    | neutrum   |
| Nominativ/Akkusativ | ə(n)      | ə          | ə(s)      |
| Dativ               | (ə)m(ən)ə | (ən)əre/rə | (ə)m(ən)ə |

Wo die Kurze Version des Artikels – d, s – Verwendung findet, ist diese unabhängig davon, ob das folgende Wort mit einem Konsonant oder einem Vokal beginnt. Es heißt also auch d Frau, s Meitli. 
Verbindungen aus Präpositionen und Artikeln sind zahlreicher als im Standarddeutschen, beispielsweise füre Peter ‹für den Peter›, i Wald ‹in den Wald› (man beachte, dass diese Kürzungen beide auch in Dialekten verwendet werden, wo der Nominativ/Akkusativ der lautet und nicht de, so dass dort einander gegenüberstehen: i gseh der Peter ‹ich sehe den Peter› – füre Peter ‹für den Peter›).

### Substantiv
In den meisten Dialekten ist auslautendes -e apokopiert worden (ausgenommen einige höchstalemannische Dialekte), beispielsweise Straass/Strooss ‹Straße›, Brugg/Brügg ‹Brücke›, Sääl ‹Säle›.
Scheinbar ausgeblieben ist die Apokope in zwei Fällen. Wo erstens das Wort althochdeutsch auf -ī ausging, lautet alemannisch die Endung -i, beispielsweise Chuchi ‹Küche›, Sagi ‹Säge› (diese Feminina bilden ihren Plural auf -ənə oder -inə, beispielsweise Chuchene, Chuchine ‹Küchen›, Sagene/Sagine ‹Sägen›), Hirni ‹Hirn›, Rippi ‹Rippe› (diese Neutra bilden einen mit dem Singular identischen Plural). Wo zweitens ein alemannisches feminines Wort auf -ə endet, etwa Matte bzw. Wise ‹Wiese›, liegt keine Fortsetzung des Nominativs vor, sondern eine solche des Casus obliquus (Dativ, Akkusativ), dessen Form in den Nominativ gedrungen ist. Mit anderen Worten: alemannisch Straass/Strooss setzt den mittelhochdeutschen Nominativ strāʒʒe fort, alemannisch Matte und Wise aber den mittelhochdeutschen Dativ/Akkusativ matten, wisen (vgl. bairisch d Wisn ‹die Wiese›).
Die südwestlichen hoch- und höchstalemannischen Mundarten (gesprochen in den Kantonen Bern, Freiburg, Wallis sowie von den Walsern in Aosta, Piemont, Graubünden, Liechtenstein und Vorarlberg) bilden den unumgelauteten Plural des starken Maskulinums auf -ə oder (alpin) -a, in den anderen alemannischen Mundarten ist reguläre Apokope eingetreten, beispielsweise mehrheitsalemannisch Plural Tisch ‹Tisch› Stiil ‹Stiele›, Esel ‹Esel›, aber südwestalemannisch Tische/Tischa, Stile/Stila, Esle/Esla (Esja).

### Adjektiv
Wie im Standarddeutschen, so kongruiert auch in den alemannischen Dialekten das Adjektiv mit Genus, Numerus, Kasus und Bestimmtheit. Innerhalb des Alemannischen zeigt das Paradigma jedoch beträchtliche typologische Unterschiede, vergleiche etwa traditionelles Berndeutsch der schön Maa, di schöni Frou, ds schöne Ching mit drei verschiedenen Endungen gegenüber traditionelles Zürichdeutsch de schön Maa, di schön Frau, s schön Chind mit Einheitsendung.
Adjektivendungen bei unbestimmtem Bezugswort:
|                     | maskulin                         | feminin                           | neutrum                          | plural               |
| Nominativ/Akkusativ | ə(n) schönə/ər ‹ein schöner›     | ə schöni/ə ‹eine schöne›          | ə(s) schön(s) ‹ein schönes›      | schön(i/-ə) ‹schöne› |
| Dativ               | (ə)m(ən)ə schönə ‹einem schönen› | (ən)əre/rə schönə ‹einer schönen› | (ə)m(ən)ə schönə ‹einem schönen› | schönə ‹schönen›     |

Formen bei bestimmtem Bezugswort:
|                     | maskulin                      | feminin                      | neutrum                    | plural                    |
| Nominativ/Akkusativ | də(r) schön(i/ə) ‹der schöne› | d(i) schön(i/ə) ‹die schöne› | (d)s schön(ə) ‹das schöne› | d(i) schönə ‹die schönen› |
| Dativ               | əm schönə ‹dem schönen›       | (d)ər schönə ‹der schönen›   | əm schönə ‹dem schönen›    | də schönə ‹den schönen›   |

Prädikative Adjektive werden in einigen höchstalemannischen Dialekten ebenfalls dekliniert, beispielsweise si isch schöni ‹sie ist schön›.

### Personalpronomen
Im Unterschied zum Standarddeutschen unterscheiden die alemannischen Dialekte zwischen betonten Formen der Personalpronomina und unbetonten, die enklitisch an Verben oder an Konjunktionen angehängt werden, beispielsweise mer singe bald ‹wir singen bald› – mir singe bald ‹WIR singen bald›.

## Verben
Wie im Standarddeutschen, so werden auch in den alemannischen Dialekten die Verben konjugiert nach Person, Numerus, Tempus und Modus.

### Grammatische Kategorien

#### Person und Numerus
Die alemannischen Dialekte unterscheiden sich hinsichtlich der Differenzierung im Plural der Verben:
- Die östlichen Dialekte (z. B. das Zürichdeutsche) weisen nur eine einzige Pluralendung in allen drei Personen auf, beispielsweise mir/ihr/si maled.
- Die westlichen Dialekte (z. B. das Berndeutsche) unterscheiden zwei verschiedene Pluralendungen so wie das Standarddeutsche, beispielsweise mir/si male – (d)ihr maled.
- Einige höchstalemannische Dialekte unterscheiden drei Pluralendungen, beispielsweise wir male(n) – ihr malet – si malend.

Das durch den kombinatorischen Lautwandel entstandene /i/ ist auch in der ersten Person singular erhalten geblieben, wo es im Standarddeutschen durch Analogie zu einem /e/ geworden ist, beispielsweise i(ch) nime ‹ich nehme›, i(ch) gibe ‹ich gebe›, i(ch) wirde ‹ich werde› (vgl. mit den Formen du nimmst/gibst/wirst, sie nimmt/gibt/wird, wo dieses /i/ auch im Standarddeutschen auftritt).

#### Tempus
Wie in allen süddeutschen Dialekten gibt es auch im Alemannischen kein Präteritum. Stattdessen wird stets das Perfekt verwendet. Zum Ausdruck der Vorvergangenheit dient das doppelte Perfekt, beispielsweise i ha’s gmacht gha ‹ich habe es gemacht gehabt (ich hatte es gemacht)›.
In einer einzigen, heute ausgestorbenen Mundart war das Präteritum noch bis in das 20. Jahrhundert lebendig, nämlich in der höchstalemannischen von Salecchio/Saley (heute zur Gemeinde Premia gehörig). Beispiele sind ich plìb „blieb“ (1. Ablautklasse), flùg „flog“ (2. Ablautklasse), spùn „spann“ (3. Ablautklasse), braach „brach“  (4. Ablautklasse), aass „aß“ (5. Ablautklasse), griäb „grub“ (6. Ablautklasse), fiäl „fiel“ (7. Ablautklasse), satzt „setzte“ (1. schwache Klasse), ärmiädät (2. schwache Klasse), wärchùt (3. schwache Klasse), chont „konnte“ (Modalverb), hat „hatte“, wass „war“, tet „tat“.
Das periphrastische Futur mit dem Hilfsverb werden wird im Alemannischen nicht verwendet. Stattdessen wird einfach Präsens gebraucht, oft mit der Modalpartikel de (bzw. no) ‹dann› oder einer Zeitangabe verbunden.

#### Modus
Wie das Standarddeutsche, so unterscheidet auch das Alemannische die Modi Indikativ, Konjunktiv I, Konjunktiv II und Imperativ. Die Paradigmen von Konjunktiv I und Indikativ unterscheiden sich deutlicher als im Standarddeutschen. Konjunktive werden oft verwendet.
|                | Indikativ    | Konjunktiv I        | Konjunktiv II         |
| 1. Pers. sing. | i male       | i mali              | i malti               |
| 2. Pers. sing. | du malsch    | du malisch          | du maltisch           |
| 3. Pers. sing. | är malt      | är mali             | är malti              |
| 1. Pers. plur. | mir male(d)  | mir male(d)/mali(d) | mir malte(d)/malti(d) |
| 2. Pers. plur. | (d)ihr maled | (d)ihr maled/malid  | (d)ihr malted/maltid  |
| 3. Pers. plur. | si male(d)   | si male(d)/mali(d)  | si malte(d)/malti(d)  |

### Partizip
Im Unterschied zum Standarddeutschen kennt das Alemannische eigentlich kein Partizip Präsens Aktiv. Die moderne Umgangssprache hat es aus dem Standarddeutschen entlehnt, beispielsweise fählendi Syte ‹fehlende Seite›.
Die Vorsilbe ge- des Partizip Perfekt Passiv ist zu g- reduziert: gmacht ‹gemacht›, gänderet ‹geändert›. Vor einer Fortis (p, t, gg) entfällt dieses g-: trunke ‹getrunken›; vor einer Lenis (b, d, g) entfällt es in gewissen Dialekten, während es sich in anderen an die Lenis assimiliert und zusammen mit ihr eine Fortis bildet: blibe oder bblibe/plibe ‹geblieben›, go ‹gehen› → ggange ‹gegangen›.
Anders als im Standarddeutschen, wo die Endungen -t und -et des schwachen Verbs phonetisch geregelt sind, setzen manche alemannischen Dialekte die Verhältnisse der alt- und mittelhochdeutschen Klassen mehr oder weniger fort, wonach -t bei den Verben auf ahd. -jan/-en, aber -et bei den Verben auf ahd. -ēt und -ōt gilt (vgl. etwa zürichdeutsch gweckt ‹geweckt› gegenüber glachet ‹gelacht›).

### „Gerundium“
Im Osten der Alemannia – von Schwaben bis in die Nordostschweiz – steht nach der Partikel z eine besondere Form des Infinitivs, die auf das mittelhochdeutsche Gerundium zurückgeht. Während es im westlichen Alemannisch er het/hät z ässe, z mache usw. heißt, sagt man in der Osthälfte er hät z ässid, z machid. Bei Kurzverben tritt die Endung -nd an, etwa er hät z tond u. ä. Einen Sonderfall bildet das vornehmlich bernisch-freiburgisch-westluzernische Gerundium z tüe (gegenüber Infinitiv tue).

## Syntax

### Relativsatz
In den alemannischen Dialekten werden Relativsätze stets mit der Relativpartikel wo gebildet.
Die Relativpartikel wo kann im Relativsatz die Funktion des Subjekts oder des Akkusativ-Objekts übernehmen, beispielsweise e Maa, wo schlaft ‹ein Mann, der schläft›, es Chind, wo d’ gsehsch ‹ein Kind, das du siehst›.
Hingegen kann die Relativpartikel wo nicht die Funktion eines Dativ- oder Präpositionalobjekts übernehmen. Derartige Relativsätze erfordern neben der Relativpartikel ein separates Dativ- bzw. Präpositionalobjekt, beispielsweise e Maa, wo si nem zueluegt ‹ein Mann, dem sie zuschaut›, ds Ändi, wo mir druf warte ‹das Ende, auf das wir warten›.

### Mehrteilige Prädikate
Die Reihenfolge mehrgliedriger Prädikate ist variabel, teilweise mit regionalen Präferenzen, beispielsweise:
är het wölle cho (westlicher Typus) ‹er hat kommen wollen›
er hot kommə wellə (östlicher Typus) ‹er hat kommen wollen›

### Reduplikation
In vielen Dialekten reduplizieren die Verben gaa/goo ‹gehen›, choo ‹kommen›, laa/loo ‹lassen›, aafaa/aafoo ‹anfangen› im Indikativ Präsens, wenn sie zusammen mit einem anderen Verb ein komplexes Prädikat bilden. Dabei wird eine unbetonte Wiederholung dieser Verben dem Infinitiv des anderen Verbs proklitisch vorangestellt, beispielsweise i gange ga schaffe ‹ich gehe arbeiten›, si chunt üse Chrischtboum cho schmücke ‹sie kommt unseren Christbaum schmücken›, si laat ne nid la schlaaffe ‹sie lässt ihn nicht schlafen›, es faat gly afa rägne ‹es fängt gleich an zu regnen›. Die reduplizierten Formen können sogar ihrerseits redupliziert sein, beispielsweise si goot goge ychauffe ‹sie geht einkaufen›, es chunt chogoge rägne ‹es kommt regnen› (ein Regen ist am Aufziehen).
Die Reduplikation kann zwar für die Verben laa/loo ‹lassen› und aafaa/aafoo ‹anfangen› weggelassen werden, aber sie stellt die weniger markierte Form dar.
Man vergleiche die Reduplikation mit gleichartigen Perfekt- oder Modalkonstruktionen:
|                   | Beispiel                                          | Übersetzung                        |
| Reduplikation     | si laat/loot ne nid/nöd la/lo schlaaffe/schlooffe | sie lässt ihn nicht schlafen       |
| Perfekt           | si het ne nid/nöd la/lo schlaaffe/schlooffe       | sie hat ihn nicht schlafen lassen  |
| Modalkonstruktion | si wot ne nid/nöd la/lo schlaaffe/schlooffe       | sie will ihn nicht schlafen lassen |

Anmerkung: Es gibt Gebiete, wo auch die Perfektform und/oder die Modalkonstruktion redupliziert wird: Si het ne nid lo schlooffe lo; Si wot ne nid lo schlooffe lo.